# Juan Griego

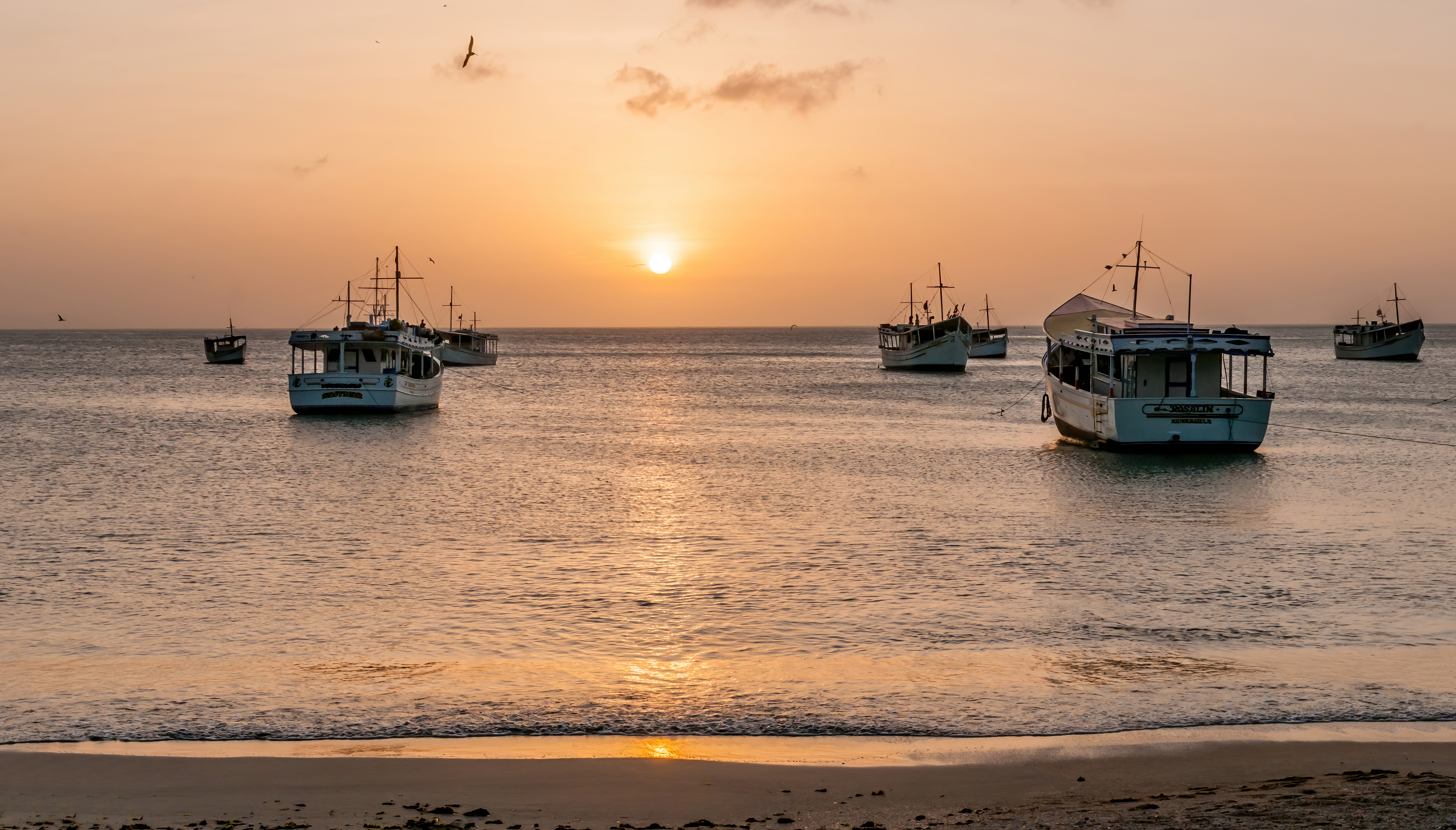
Bord de mer

Juan Griego est le chef-lieu de la municipalité de Marcano dans l'État de Nueva Esparta au Venezuela, sur la côte septentrionale de l'île Margarita. Autour de la ville s'articule la division territoriale et statistique de Capitale Marcano.

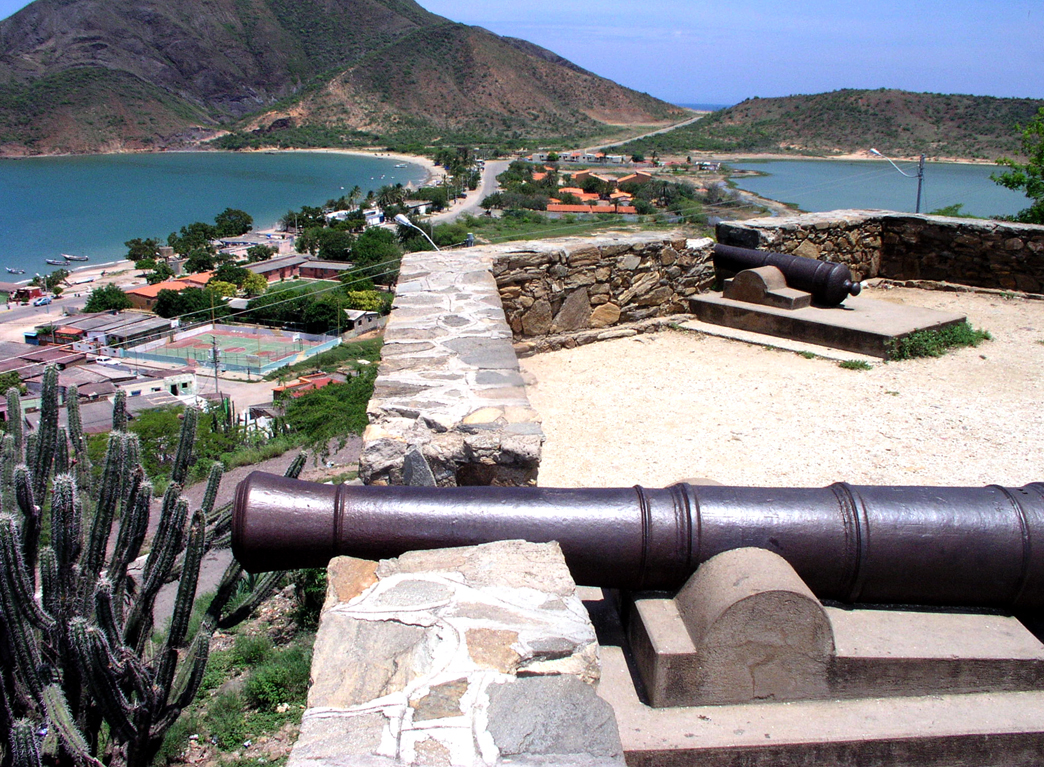
Fort de La Galera

## Culture et patrimoine

### Personnalités
- Pierre Bougrat (1889-1962), célèbre bagnard français échappé de Guyane ayant exercé la médecine pendant 32 ans sur l'île de Margarita est enterré à Juan Griego.